# 비텐베르크 광장

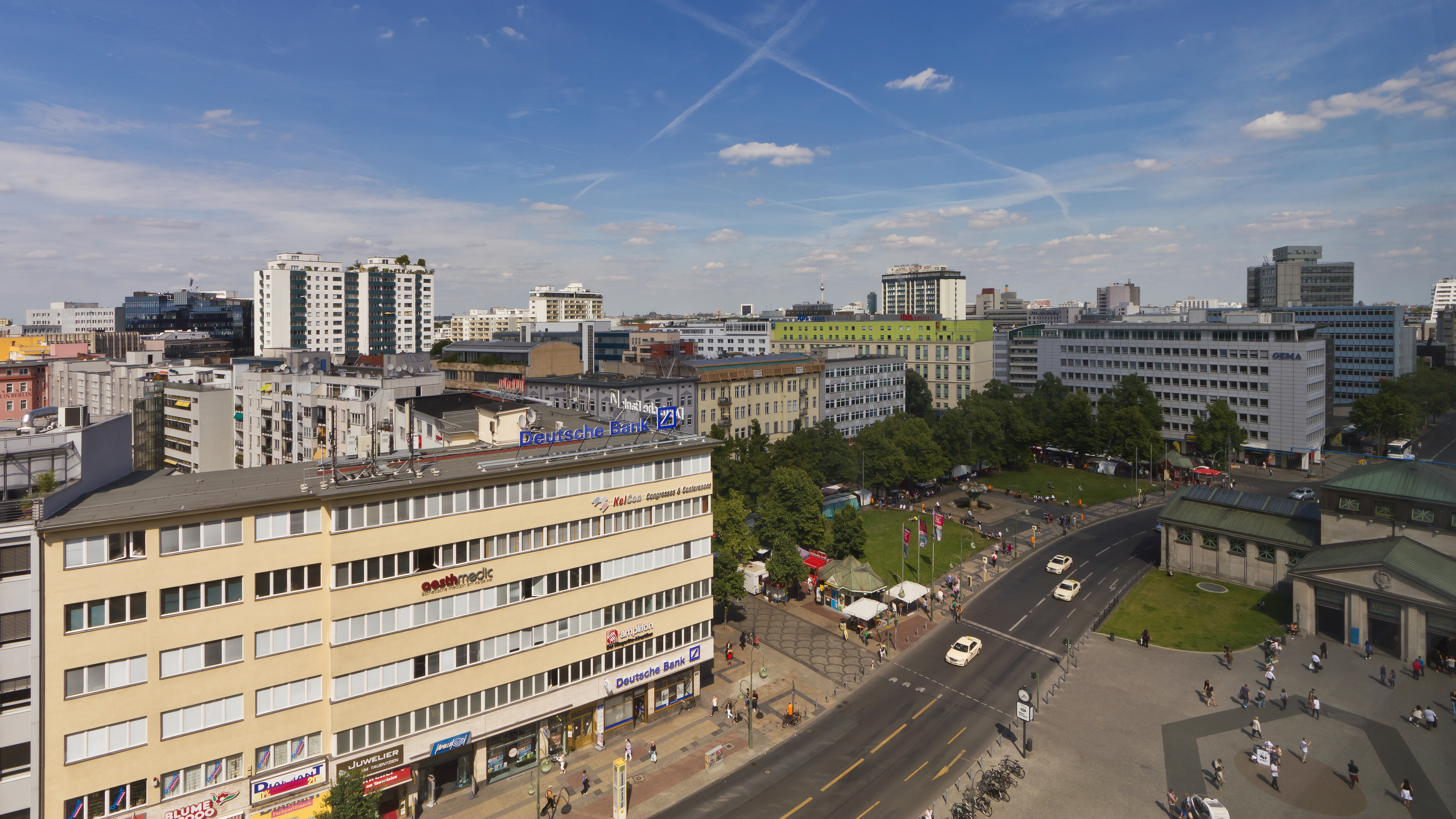
2014년 광장의 모습

비텐베르크플라츠(독일어: Wittenbergplatz)는 독일 베를린 템펠호프쇠네베르크 쇠네베르크 지역의 광장이다. 광장의 이름은 1814년 명명되었으며, 1889년부터 1892년까지 이루어진 비텐베르크 전투의 이름을 따서 명명되었다. 비텐베르크플라츠는 상점가로, 유럽 대륙에서 가장 큰 백화점인 카데베 백화점은 광장의 모퉁이에 위치하고 있다. 지하철역인 비텐베르크플라츠 역이 인접해있다.